# Hong Kyung-pyo
Hong Kyung-pyo ou (en coréen : 홍경표) est un directeur de la photographie sud-coréen, né le 11 août 1962.

## Biographie
Hong Kyung-pyo travaille avec plusieurs réalisateurs sud-coréens de renom, dont Bong Joon-ho, Lee Chang-dong et Na Hong-jin,.
En 2019, Zack Sharf le louange comme étant l'un des trente directeurs de la photographie à suivre, principalement pour son « travail de caméra dynamique ». Le réalisateur, avec lequel il a le plus travaillé, Bong Joon-ho, déclare que, pour tous ses futurs films, il choisirait de travailler avec Hong Kyung-pyo comme directeur de la photographie.

## Filmographie
- 1999 : Phantom: The Submarine (유령) de Min Byeong-cheon
- 2000 : The Foul King (반칙왕) de Kim Jee-woon
- 2000 : Il Mare (시월애) de Lee Hyun-seung
- 2001 : Guns and Talks (킬러들의 수다) de Jang Jin
- 2003 : Save the Green Planet (지구를 지켜라!) de Jang Joon-hwan
- 2003 : Natural City (내츄럴 시티) de Min Byeong-cheon
- 2004 : Frères de sang (태극기 휘날리며) de Kang Je-gyu
- 2004 : Two Guys (투가이즈) de Park Heon-soo
- 2005 : Typhoon (태풍) de Kwak Gyeong-taek
- 2007 : Love Exposure (어깨너머의 연인) de Lee Eon-hee
- 2007 : M (엠) de Lee Myung-se
- 2008 : Eye for an Eye (눈에는 눈 이에는 이) de Ahn Kwon-tae et Kwak Kyung-taek
- 2009 : Mother (마더) de Bong Joon-ho[3]
- 2009 : Actresses (여배우들) de Lee Jae-yong
- 2010 : Haunters (초능력자) de Kim Min-suk
- 2011 : Always (오직 그대만) de Song Il-gon
- 2013 : Boomerang Family (고령화가족) de Song Hae-seong
- 2013 : Snowpiercer, le Transperceneige (설국열차) de Bong Joon-ho
- 2014 : Sea Fog : Les Clandestins (해무) de Shim Sung-bo
- 2016 : The Strangers (곡성) de Na Hong-jin[4]
- 2016 : Run-off (국가대표2) de Kim Jong-hyeon
- 2018 : Burning (버닝) de Lee Chang-dong
- 2019 : Parasite (기생충) de Bong Joon-ho
- 2020 : Deliver Us From Evil (다만 악에서 구하소서) de Hong Won-chan
- 2023 : Project Silence (탈출) de Kim Tae-gon
- 2024 : Harbin (하얼빈) de Woo Min-ho
- prévu en 2026 : Hope (호프) de Na Hong-jin

## Récompenses et distinctions
Jusqu'au début 2020, Hong Kyung-pyo a remporté 22 prix et a été nommé à 33 reprises.
- (en) Hong Kyung-pyo: Awards, sur l'Internet Movie Database